# Magneuptychia pallema
Magneuptychia pallema är en fjärilsart som beskrevs av William Schaus 1902. Magneuptychia pallema ingår i släktet Magneuptychia och familjen praktfjärilar. Inga underarter finns listade i Catalogue of Life.